# Combat
Combat — ранняя компьютерная игра, выпущенная Atari, Inc. для Atari 2600. Она была одной из 9 игр, доступных одновременно с началом продаж этой игровой системы в октябре 1977 года и поставлялась вместе с консолью с момента её появления и до 1982 года. Combat была основана на двух более ранних чёрно-белых играх для аркадных автоматов, выпущенных Atari: Tank (под торговой маркой Kee Games) в 1974 году и Anti-Aircraft II в 1975 году.
В игре Combat была цветная графика и несколько вариантов игрового процесса. Всего присутствовало 27 игровых режимов с разными сценариями боёв. Бой мог вестись между танками, бипланами и реактивными самолётами. В танковых играх присутствовали такие вариации, как отскакивающие от краёв экрана снаряды («танковый Pong») и невидимость. Игры с бипланами и реактивными самолётами также имели несколько вариантов, в частности, несколько самолётов у одного игрока и битва звена самолётов против одного гигантского бомбардировщика. Версия игры была также выпущена для Sears под названием Tank Plus. Программистами игры были Джо Деквер и Ларри Вагнер.

## Игровой процесс
Рекламная информация упоминала, что в картридже присутствует 27 разных игр, однако все они являлись вариациями сражений между танками, бипланами или реактивными самолётами.

### Танковая игра
В танковой игре присутствуют два танка, каждым из которых управляет игрок. Танки перемещаются по игровому полю и стреляют друг в друга, пока не истечёт время. Игрок с наибольшим числом очков побеждает. В вариациях игры менялись типы снарядов (прямо летящие ракеты, наводящиеся ракеты, танковый Pong — отскакивающие от стен снаряды), возможность повредить оппонента прямым попаданием или только отскочившим снарядом. Также присутствовал вариант с невидимым танком (который становился видимым на несколько секунд после выстрела), а также Pong с невидимыми танками. Игровое поле могло быть пустым или представлять собой простой или сложный лабиринт.

### Бипланы
Другим видом игры был бой бипланов. В отличие от танков, здесь было три типа снарядов: прямо летящие ракеты, наводящиеся ракеты и пулемёты. В качестве режимов игры присутствовали бой один на один, бой два на два (оба биплана, управляемых игроком, выполняли действия синхронно), бой трёх бипланов против одного большого бомбардировщика. Выстрел бомбардировщика представлял собой снаряд большого размера, ведущий себя как прямо летящая ракета. Вместо лабиринтов здесь присутствовали два облака в центре игрового поля, в которые игроки могли влететь, чтобы спрятаться друг от друга.

### Реактивные самолёты
Данный режим был похож на уровень с бипланами, но доступны были только прямо летящие ракеты и наводящиеся ракеты. Были доступны вариации игрового поля и возможность игры звеном самолётов (два на два или три на три).